# Monte Titano
Monte Titano ("Planina Titana") je planina na Apeninima i najviša točka San Marina. Visoka je 739 metara nadmorske visine i nalazi se istočno uz sami rub grada San Marina.
Prema legendi o osnutku San Marina, na ovoj planini je Sveti Marin u 4. stoljeću osnovao svoju pustinju koja je u 8. stoljeću prerasla u samostan. Planinski krajolik omogućava izvrstan pogled na okolicu i bio je presudan u opstanku Republike San Marino. Na njoj se nalaze utvrdbeni kompleksi tornjeva, zidina, portala i bastiona (poznatih kao Tri tornja San Marina), ali i neoklasicistička bazilika.
Od tri tornja na vrhovima Monte Titana najstariji je Guaita, izgrađen u 11. stoljeću. Toranj je proslavljen kao neosvojiv, što je obeshrabrilo mnoge potencijalne osvajače grada. Tijekom križarskih ratova u 13. stoljeću na drugom vrhu Monte Titana izgrađen je drugi toranj, Cesta, a treći, Montale, najmanji na posljednjem vrhu brda, izgrađen je u 14. stoljeću. Tri tornja su postali simboli San Marina, te se nalaze na zastavama i grbovima i Republike i grada San Marina. 
Povijesno središte San Marina i Monte Titano su 2008. godine upisani na UNESCO-ov popis mjesta svjetske baštine u Europi kao jedinstven primjer opstanka neovisne Republike od srednjeg vijeka, čije urbano središte nije narušeno industrijskim razvitkom kao kod drugih srednjovjekovnih gradova. Zaštićeno područje ima površinu od 55 hektara, te prijelazno područje od 167 ha.
- Toranj Guaita
- Toranj Cesta
- Utvrda iznutra
- Montale

## Vanjske poveznice
- San Marino na giuntedicastello.sm (tal.)
- Turističke informacije (tal.) (engl.) (njem.) (fr.) (šp.)

### Ostali projekti
|  | Zajednički poslužitelj ima još gradiva o temi Monte Titano |
|  | Zajednički poslužitelj sadrži atlas San Marina             |